# 马克西米利安博物馆
马克西米利安博物馆（Maximilian Museum）是德国奥格斯堡的一个大型的公共博物馆，也是该市最古老的博物馆。它于1854年开业，设于一座建于1546年的宫殿建筑中。
该博物馆收藏了大量艺术品，其装饰艺术藏品非常有名。奥格斯堡曾是中世纪的帝国城市，德国雕塑、绘画的主要中心，尤其是从中世纪到现代的金银币精品。
2007年，该博物馆获得了巴伐利亚博物馆奖。